# Maria Luz Esteban Galarza
Maria Luz Esteban Galarza   (Pedrosa de Valdeporres, 1 de novembre de 1959) és una antropòloga basca i professora d'Antropologia Social a la Universitat del País Basc (UPV-EHU). Llicenciada en Medicina per la Universitat del País Basc i doctora en Antropologia per la Universitat de Barcelona, la seva recerca se situa en la intersecció de l'antropologia feminista i l'antropologia del cos, la salut i les emocions.

## Trajectòria
Esteban ha estudiat àmpliament la vivència que tenen les dones de la seva pròpia salut i l'experiència dels centres de planificació familiar, àrea en la qual també té diverses publicacions acadèmiques. També és autora de diversos llibres, entre els quals destaquen Antropología del cuerpo: género, itinerarios corporales, identidad y cambio (Bellaterra Edicions, 2004) i Crítica del pensamiento amoroso (Bellaterra Edicions, 2011). Per altra banda, també ha escrit llibres de poesia com ara La mort de la meva mare em va fer més lliure (Pol·len Edicions, 2016) i Reformes carnals (Pol·len Edicions, 2024), i un assaig sobre les transformacions contemporànies en la política feminista en l'àmbit basc, Feminismoa eta politikaren eraldaketak (Susa-Lisipe, 2017; en català a Pol·len Edicions), i ha coordinat el llibre col·lectiu Etnografías feministas. Una mirada al siglo XXI desde la antropología vasca (amb Jone Miren Hernández; Bellaterra Edicions, 2018). A l'actualitat, i des de l'any 1980, compagina la recerca amb la participació en diferents iniciatives feministes com ara el Grup de Dones de Basauri.